# Mayron George
Mayron Antonio George Clayton (ur. 23 października 1993 w Limónie) – kostarykański piłkarz grający na pozycji napastnika w Beitarze Jerozolima oraz w reprezentacji Kostaryki.

## Kariera
Jest wychowankiem Limón. Tam rozpoczął karierę i spędził 5 lat. W 2014 wyjechał do Skandynawii. Grał m.in. w Hobro IK, Randers FC czy Lyngby BK. W 2018 roku przeniósł się do FC Midtjylland. W 2019 został wypożyczony do zespołu Vålerenga Fotball. W styczniu 2020 udał się na kolejne wypożyczenie do węgierskiego Budapest Honvéd FC. Latem 2020 został wypożyczony do Kalmar FF, natomiast 1 lutego 2021 do francuskiego Pau FC. 25 lipca 2021 przeszedł do FC Lausanne-Sport.
W reprezentacji Kostaryki zadebiutował 10 października 2014 w towarzyskim meczu z Omanem. Został powołany na Złoty Puchar CONCACAF 2019. Tam strzelił pierwszego gola w kadrze w starciu z Bermudami.